# Alexander Kunoši
Alexander Kunoši (20. července 1908 Teresva, Ukrajina – 31. srpna 1962 Bratislava, Slovensko) byl slovenský právník, publicista, překladatel a diplomat.

## Rodina
- Otec Mór Kunoši
- Matka Sidónia rod. Steinerová

## Životopis
Gymnázium vystudoval v Banské Bystrici (1919–1927), ve studiu pokračoval na Právnické fakultě Karlovy univerzity v Praze a Univerzitě Komenského v Bratislavě (1927–1932), na pařížské Sorbonně v roce 1934 studoval mezinárodní právo. Působil na Obchodní akademii v Bratislavě, v Česko-slovenském exportním ústavu a Ministerstvu zahraničních věcí v Praze. V letech 1947 - 1951 byl velvyslancem Československa v Argentině se pověřením pro Paraguay a Bolívii, později působil jako profesor jazykové školy v Bratislavě. Byl členem levicových studentských spolků, v roce 1938 byl autorem petice slovenských vysokoškoláků Edvardu Benešovi. Byl člen československé politické mise v Paříži a v Londýně (1939), účastník protifašistického odboje, funkcionář Mladého Československa v Anglii. V letech 1951–1954 byl nezákonně vězněn a později rehabilitován.

## Dílo
- Co máme vědět o Společnosti národů, Bratislava 1934
- Představujeme vám Latinskou Ameriku, Martin 1955
- Učebnice francouzštiny pro začátečníky, Bratislava 1958